# Bèze (Côte-d’Or)
Bèze ist eine französische Gemeinde mit 730 Einwohnern (Stand 1. Januar 2022) im Département Côte-d’Or in der Region Bourgogne-Franche-Comté. Sie gehört zum Arrondissement Dijon und zum Kanton Saint-Apollinaire.

## Geographie
An der Gemeinde Bèze führt der gleichnamige Fluss Bèze vorbei. Umgeben wird Bèze von den Gemeinden Bourberain im Norden, von Beaumont-sur-Vingeanne im Osten, von Tanay im Süden und von Pichanges im Westen.

## Bevölkerungsentwicklung
| Jahr                       | 1962 | 1968 | 1975 | 1982 | 1990 | 1999 | 2008 | 2012 | 2019 |
| Einwohner                  | 568  | 495  | 484  | 526  | 569  | 632  | 721  | 725  | 701  |
| Quellen: Cassini und INSEE |      |      |      |      |      |      |      |      |      |

## Persönlichkeiten

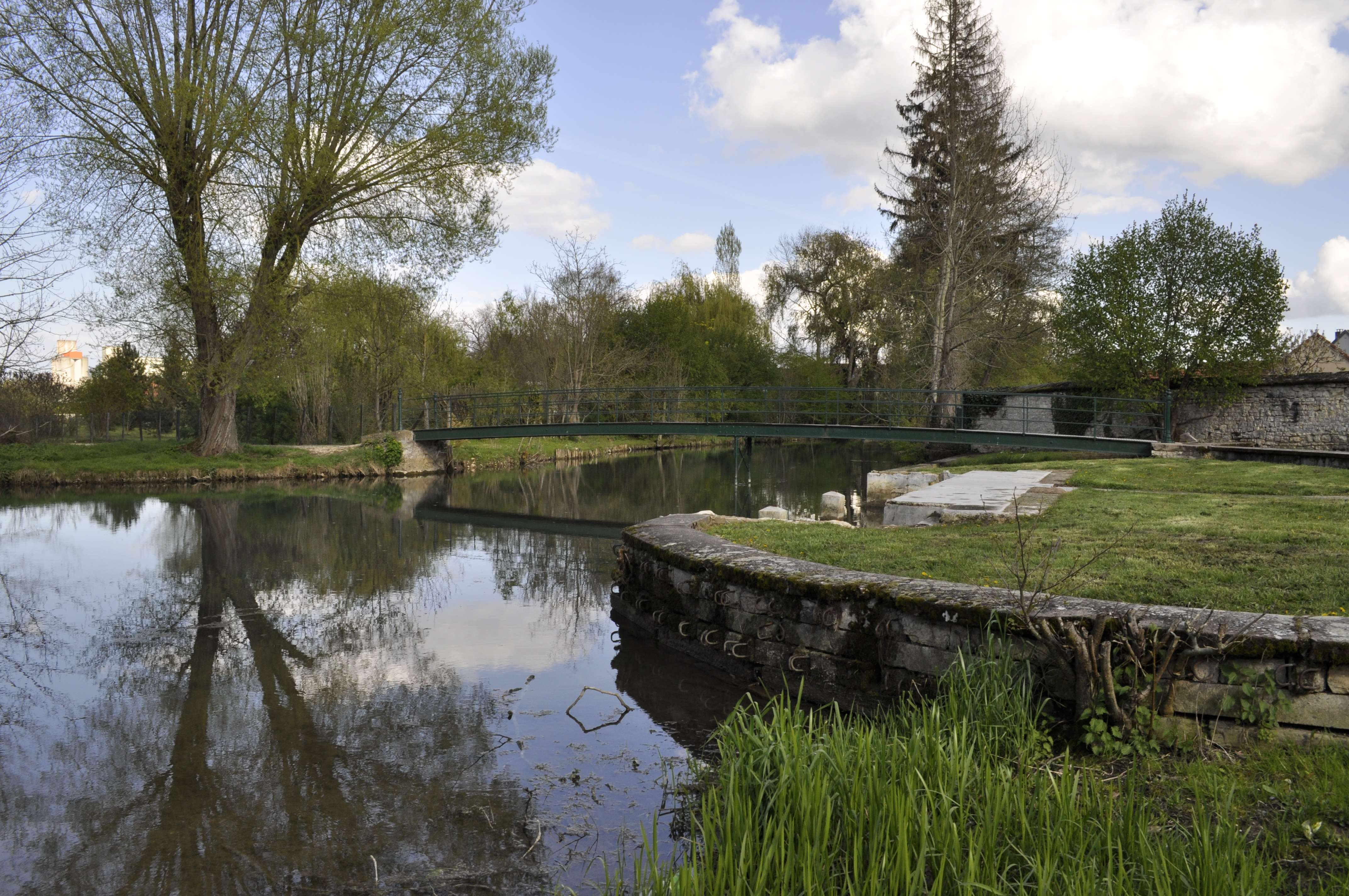
Der gleichnamige Fluss Bèze

- François Clément (1714–1793), Benediktiner-Mönch der Mauriner-Kongregation, Chronist und Historiker

## Sehenswürdigkeiten
- Abtei Saint-Pierre-et-Saint-Paul
- Siehe auch: Liste der Monuments historiques in Bèze (Côte-d’Or)